# Чарусский
Чарусский — упразднённый посёлок в Клепиковском районе Рязанской области. На момент упразднения входил в состав Малаховского сельского округа. Исключен из учётных данных в 1997 году.

## История
Посёлок был основан в конце 20-х годов XX века в 12 километрах к западу от села Чарус для освоения и разработки запасов леса южной Мещеры.
До 1959 года посёлок относился к Бельковскому району, после его упразднения — к Тумскому, затем к Клепиковскому.
От станции Курша 1 в посёлок была проведена узкоколейная железная дорога, связывавшая его с участком Мещерской магистрали Тума — Голованово.
В 1940 году в посёлке было 36 домов.
Во второй половине XX века посёлок пришёл в упадок. В 50-х годах была разобрана узкоколейка. Закрылся лесозавод. К концу XX века посёлок был заброшен.
Постановлением главы администрации Рязанской области № 153 от 21 апреля 1997 года посёлок был исключён из учётных данных.
В настоящее время на территории бывшего посёлка расположен кордон Чарусский Окского заповедника.